# Žitkovčica
Žitkovčica is een plaats in de gemeente Kravarsko in de Kroatische provincie Zagreb. De plaats telt 41 inwoners (2001).